# Вудбері-Гайтс (Нью-Джерсі)
Вудбері-Гайтс (англ. Woodbury Heights) — місто (англ. borough) в США, в окрузі Глостер штату Нью-Джерсі. Населення — 3098 осіб (2020).

## Географія
Вудбері-Гайтс розташоване за координатами 39°48′48″ пн. ш. 75°9′2″ зх. д. / 39.81333° пн. ш. 75.15056° зх. д. (39.813376, -75.150617).  За даними Бюро перепису населення США в 2010 році місто мало площу 3,18 км², з яких 3,17 км² — суходіл та 0,02 км² — водойми.

## Демографія
Згідно з переписом 2010 року, у селищі мешкало 3055 осіб у 1081 домогосподарстві у складі 832 родин. Було 1125 помешкань
Расовий склад населення:
| - 93,0 % — білих - 3,4 % — чорних або афроамериканців - 1,6 % — азіатів - 0,2 % — корінних американців |

До двох чи більше рас належало 1,4 %. Частка іспаномовних становила 2,4 % від усіх жителів.
За віковим діапазоном населення розподілялося таким чином: 22,6 % — особи молодші 18 років, 63,8 % — особи у віці 18—64 років, 13,6 % — особи у віці 65 років та старші. Медіана віку мешканця становила 41,2 року. На 100 осіб жіночої статі у селищі припадало 94,2 чоловіків;  на 100 жінок у віці від 18 років та старших — 92,4 чоловіків також старших 18 років.
Середній дохід на одне домашнє господарство  становив 91 859 доларів США (медіана — 79 653), а середній дохід на одну сім'ю — 99 267 доларів (медіана — 91 750). Медіана доходів становила 62 917 доларів для чоловіків та 50 243 долари для жінок. За межею бідності перебувало 2,6 % осіб, у тому числі 1,5 % дітей у віці до 18 років та 2,8 % осіб у віці 65 років та старших.
Цивільне працевлаштоване населення становило 1512 особи. Основні галузі зайнятості: освіта, охорона здоров'я та соціальна допомога — 25,3 %, роздрібна торгівля — 10,4 %, публічна адміністрація — 10,0 %, будівництво — 9,8 %.